# Trương Thị May
Trương Thị May (sinh 20 tháng 8 năm 1988 tại Phnôm Pênh, Campuchia) là một người mẫu, diễn viên người Việt gốc Khmer. Cô đăng quang ngôi vị Á hậu 1 tại hai cuộc thi sắc đẹp Hoa hậu Phụ nữ Việt Nam qua ảnh 2006 và Hoa hậu Các dân tộc Việt Nam 2007. Cô đại diện Việt Nam tại Hoa hậu Hoàn vũ 2013, một trong những đấu trường sắc đẹp lớn nhất thế giới.

## Tiểu sử
Trương Thị May là một người ăn chay trường và sùng đạo Phật, cô sinh ra trong một gia đình có năm anh chị em gốc Campuchia lâu đời tại tỉnh An Giang và mang trong mình dòng máu của người Khmer, cha cô là ông Trương Vanna, mẹ là bà Trương Mỹ Tiền. Khi còn nhỏ, May thường xuyên di chuyển qua lại hai nước Việt Nam và Campuchia, cô sinh sống và học tập ở Campuchia và thường xuyên về thăm quê bà ngoại (tỉnh An Giang). Cha của cô mất khi cô vừa 9 tuổi, tình hình kinh tế gia đình bắt đầu đi xuống từ lúc đó. Sau này, cô định cư tại Việt Nam và theo đuổi sự nghiệp người mẫu.

## Sự nghiệp
Trương Thị May bắt đầu sự nghiệp với thành tích Á hậu 1 đạt được tại hai cuộc thi Hoa hậu Phụ nữ Việt Nam qua ảnh 2006 và Hoa hậu các dân tộc Việt Nam 2007. Sau đó cô tiếp tục sự nghiệp người mẫu, xuất hiện thường xuyên trên các sàn diễn thời trang và bên cạnh đó cô còn lấn sân sang điện ảnh, May cũng chiến thắng hạng mục đề cử Nữ diễn viên điện ảnh xuất sắc nhất năm thuộc khuôn khổ loạt giải thưởng Cánh diều vàng năm 2009 với vai diễn nữ chính trong phim Đường đua của đạo diễn Nguyễn Trọng Hải. Cùng năm, cô giành được tấm vé đại diện Việt Nam tại cuộc thi Hoa hậu Trái Đất. Tuy nhiên, 1 tuần trước khi diễn ra cuộc thi, cô bị tai nạn dẫn đến phải lỡ hẹn với cuộc thi này. Quay trở lại với đấu trường nhan sắc năm 2013, Trương Thị May đại diện Việt Nam tại cuộc thi khốc liệt nhất hành tinh, Hoa hậu Hoàn vũ. Tuy được nhiều chuyên trang sắc đẹp đánh giá cao nhưng cô đã không có mặt trong Top 16 người đẹp nhất.
Năm 2014, cô được trao giải thưởng Mỹ nhân ăn chay quyến rũ nhất châu Á năm 2014 do PETA bầu chọn (PETA Asia's Sexiest Female Vegetarian 2014). Năm 2019, cô cùng nam diễn viên nổi tiếng người Ấn Độ Gagan Malik được vinh danh Người con của Đức Phật tại lễ trao giải Best News Award 2019 diễn ra ở Thái Lan.
Sau đó, cô tham gia buổi họp báo Hoa hậu Hoàn vũ Việt Nam 2015 với tư cách khách mời đặc biệt, người hướng dẫn, động viên các thí sinh.